# Dispersión intermodal
La dispersión intermodal, también conocida como distorsión modal es la distorsión que se presenta en una señal al ser transmitida por fibras ópticas multimodo debido a que cada modo llega a un tiempo diferente. El retraso de los modos se produce porque se inyectan a distintos ángulos en la fibra óptica. Los modos que penetran a ángulos más bajos recorren una trayectoria más corta y tardan menos en llegar, generándose un pulso ensanchado y deformado con respecto al original. La dispersión intermodal tiene como efecto una reducción del ancho de banda. Es posible reducir el efecto con el uso de  fibras multimodo de índice graduado, que aumentan la velocidad de propagación de los modos más retrasados o con fibras ópticas monomodo de índice escalonado.